# Théories épigénétiques de l'homosexualité
 (février 2025).
La mise en forme du texte ne suit pas les recommandations de Wikipédia : il faut le « wikifier ».
Les points d'amélioration suivants sont les cas les plus fréquents. Le détail des points à revoir est peut-être précisé sur la page de discussion.
- Les titres sont pré-formatés par le logiciel. Ils ne sont ni en capitales, ni en gras.
- Le texte ne doit pas être écrit en capitales (les noms de famille non plus), ni en gras, ni en italique, ni en « petit »…
- Le gras n'est utilisé que pour surligner le titre de l'article dans l'introduction, une seule fois.
- L'italique est rarement utilisé : mots en langue étrangère, titres d'œuvres, noms de bateaux, etc.
- Les citations ne sont pas en italique mais en corps de texte normal. Elles sont entourées par des guillemets français : « et ».
- Les listes à puces sont à éviter, des paragraphes rédigés étant largement préférés. Les tableaux sont à réserver à la présentation de données structurées (résultats, etc.).
- Les appels de note de bas de page (petits chiffres en exposant, introduits par l'outil «  Source ») sont à placer entre la fin de phrase et le point final[comme ça].
- Les liens internes (vers d'autres articles de Wikipédia) sont à choisir avec parcimonie. Créez des liens vers des articles approfondissant le sujet. Les termes génériques sans rapport avec le sujet sont à éviter, ainsi que les répétitions de liens vers un même terme.
- Les liens externes sont à placer uniquement dans une section « Liens externes », à la fin de l'article. Ces liens sont à choisir avec parcimonie suivant les règles définies. Si un lien sert de source à l'article, son insertion dans le texte est à faire par les notes de bas de page.
- La présentation des références doit suivre les conventions bibliographiques. Il est recommandé d'utiliser les modèles {{Ouvrage}}, {{Chapitre}}, {{Article}}, {{Lien web}} et/ou {{Bibliographie}}. Le mode d'édition visuel peut mettre en forme automatiquement les références.
- Insérer une infobox (cadre d'informations à droite) n'est pas obligatoire pour parachever la mise en page.

Pour une aide détaillée, merci de consulter Aide:Wikification.
Si vous pensez que ces points ont été résolus, vous pouvez retirer ce bandeau et améliorer la mise en forme d'un autre article.
Les théories épigénétiques de l'homosexualité concernent l'étude des changements dans l'expression des gènes ou le phénotype cellulaire causés par des mécanismes autres que les changements dans la séquence d'ADN sous-jacente, et leur rôle dans le développement de l'homosexualité,,. L'épigénétique étudie l'ensemble des réactions chimiques qui activent et désactivent des parties du génome à des moments et à des endroits stratégiques du cycle de vie de l'organisme. Cependant, les théories épigénétiques analysent une multiplicité de causes initiales et d’effets finaux résultants et ne conduiront probablement jamais à une cause unique ou à un résultat unique. Par conséquent, toute interprétation de telles théories ne peut pas se concentrer sur une seule raison isolée parmi une multitude de causes ou d’effets.
Au lieu d’affecter la séquence d’ADN de l’organisme, des facteurs non génétiques peuvent amener les gènes de l’organisme à s’exprimer différemment. L'ADN du corps humain est enroulé autour d'histones, qui sont des protéines qui emballent et ordonnent l'ADN en unités structurelles. L'ADN et l'histone sont recouverts d'étiquettes chimiques appelées épigénome, qui façonnent la structure physique du génome. L'épigénome enveloppe étroitement les gènes inactifs sur la séquence d'ADN, rendant ces gènes illisibles, tout en enveloppant de manière lâche les gènes actifs, les rendant plus expressifs. Plus le gène est étroitement enveloppé, moins il sera exprimé dans l’organisme. Ces étiquettes épigénétiques réagissent aux stimuli présentés par le monde extérieur. Elles ajustent des gènes spécifiques du génome pour répondre aux environnements humains en constante et rapide évolution. L’idée de l’épigénétique et de l’expression des gènes a été une théorie appliquée aux origines de l’homosexualité chez l’homme. Une équipe de chercheurs a examiné les effets des marques épidermiques protégeant les fœtus XX et XY contre certaines expositions aux androgènes et a utilisé des données publiées sur la signalisation des androgènes fœtaux et la régulation des gènes par des changements non génétiques dans l'emballage de l'ADN pour développer un nouveau modèle d'homosexualité. Les chercheurs ont découvert que des épi-marques plus fortes que la moyenne, des épigénomes étroitement enroulés autour de la séquence d'ADN, convertissent la préférence sexuelle chez les individus sans altérer les organes génitaux ou l'identité sexuelle. Cependant, une étude ultérieure a révélé que l'homosexualité masculine n'est pas liée à une faible sensibilité aux androgènes ou à des épi-marques « sexuellement inversées ».

## Marques épigénétiques
Les marques épigénétiques (épi-marques) agissent comme des « interrupteurs » temporaires qui contrôlent la façon dont nos gènes s'expriment pendant la gestation et après la naissance. De plus, les épi-marques sont des modifications des protéines histones. Les marques épigénétiques sont des modifications des groupes méthyle et acétyle qui se lient aux histones de l'ADN, modifiant ainsi le fonctionnement des protéines et, par conséquent, altérant l'expression des gènes. Les épi-marques modifient le fonctionnement des histones et, par conséquent, influencent la manière dont les gènes sont exprimés. Les marques épigénétiques favorisent le développement sexuel normal au cours du développement fœtal. Cependant, ils peuvent être transmis à la progéniture par le biais du processus de méiose. Lorsqu'ils sont transmis d'un parent à une progéniture du sexe opposé, cela peut contribuer à un développement sexuel altéré, conduisant ainsi à la masculinisation de la progéniture femelle et à la féminisation de la progéniture mâle. Cependant, ces épi-marques ne présentent aucune cohérence entre les individus en ce qui concerne la force et la variabilité[réf. nécessaire].

## Études sur les jumeaux
Les jumeaux identiques ont un ADN presque identique, ce qui pourrait impliquer que tous les jumeaux identiques soient soit hétérosexuels, soit homosexuels. Il est cependant évident que ce n’est pas le cas, ce qui laisse une lacune dans l’explication de l’homosexualité. Les modifications épigénétiques agissent comme des « interrupteurs » temporaires qui régulent la manière dont les gènes sont exprimés. Parmi les paires de jumeaux identiques dans lesquelles l'un des jumeaux est homosexuel, l'autre jumeau, bien qu'ayant le même génome, n'a que 20 à 50 % de chances d'être également homosexuel. Cela conduit à l’hypothèse selon laquelle l’homosexualité est créée par quelque chose d’autre que les gènes. La transformation épigénétique permet l'activation et la désactivation de certains gènes, façonnant ainsi la manière dont les cellules répondent à la signalisation androgénique, ce qui est essentiel au développement sexuel. Un autre exemple de conséquences épigénétiques est présent dans la sclérose en plaques chez les jumeaux monozygotes (identiques). Il existe des paires de jumeaux discordants atteints de sclérose en plaques et qui ne présentent pas tous les deux ce trait. Après des tests génétiques, il a été suggéré que l'ADN était identique et que les différences épigénétiques contribuaient à la différence génétique entre les jumeaux identiques.

## Effets de l’exposition fœtale aux androgènes
Au stade fœtal, les influences hormonales des androgènes, en particulier de la testostérone, causent une féminisation du développement sexuel chez les femmes et une masculinisation chez les hommes. Dans le développement sexuel typique, les femelles sont exposées à des quantités minimales de testostérone, féminisant ainsi leur développement sexuel, tandis que les mâles sont généralement exposés à des niveaux élevés de testostérone, ce qui masculinise leur développement. Les épi-marques jouent un rôle essentiel dans ce développement en agissant comme tampon entre le fœtus et l’exposition aux androgènes. De plus, ils protègent principalement les fœtus XY de la sous-exposition aux androgènes tout en protégeant les fœtus XX de la surexposition aux androgènes. Cependant, lorsque la surexposition aux androgènes se produit chez les fœtus XX, la recherche suggère qu’ils peuvent montrer un comportement masculinisé par rapport aux femelles qui subissent des niveaux normaux d’exposition aux androgènes. Les études suggèrent également qu'une exposition excessive aux androgènes chez les femmes conduit à une diminution de l'intérêt hétérosexuel à l'âge adulte par rapport aux femmes ayant des niveaux normaux d'androgènes.

## Héritabilité
De nouvelles épi-marques sont généralement produites à chaque génération, mais ces marques se transmettent parfois d'une génération à l'autre. Les épi-marques spécifiques au sexe sont produites au début du développement fœtal et protègent chaque sexe de la disparité naturelle de testostérone qui se produit au cours des stades ultérieurs du développement fœtal. Différentes épi-marques protègent différents traits spécifiques au sexe contre la masculinisation ou la féminisation : certaines affectent les organes génitaux, d’autres affectent l’identité sexuelle et d’autres encore affectent la préférence sexuelle. Cependant, lorsque ces épi-marques sont transmises de génération en génération, des pères aux filles ou des mères aux fils, elles peuvent provoquer des effets inverses, comme la féminisation de certains traits chez les fils et, de même, une masculinisation partielle chez les filles. De plus, les effets inverses de la féminisation et de la masculinisation peuvent conduire à une préférence sexuelle inversée. Par exemple, les épi-marques spécifiques au sexe empêchent normalement les fœtus féminins d’être masculinisés par l’exposition à des niveaux de testostérone anormalement élevés, et vice versa pour les fœtus mâles. Les épi-marques spécifiques au sexe sont normalement effacées et ne sont pas transmises entre les générations. Cependant, elles peuvent parfois échapper à l’effacement et sont alors transférées des gènes d’un père à une fille ou des gènes d’une mère à un fils. Lorsque cela se produit, cela peut conduire à une modification de la préférence sexuelle. Les épi-marques protègent normalement les parents des variations des niveaux d’hormones sexuelles au cours du développement du fœtus, mais peuvent se transmettre d’une génération à l’autre et conduire ultérieurement à l’homosexualité chez la progéniture de sexe opposé. Cela démontre que le codage génétique de ces épi-marques peut se propager dans la population car elles bénéficient au développement et à la santé générale du parent mais échappent rarement à l'effacement, conduisant à une préférence sexuelle pour le même sexe chez la progéniture[réf. nécessaire].

## Limites de l'hypothèse
Les explications épigénétiques de l’orientation sexuelle sont encore purement spéculatives. W. Rice et ses collègues affirment qu'ils « ne peuvent pas fournir de preuve définitive que l'homosexualité a une base épigénétique ». Tuck C. Ngun et Eric Vilain ont publié un article en 2014 dans lequel ils ont évalué et critiqué le modèle épigénétique proposé par Rice et ses collègues en 2012. Ngun et Vilain étaient d'accord avec une grande partie du modèle de Rice, mais n'étaient pas d'accord avec le fait que « la sensibilité à la signalisation des androgènes via des marqueurs épigénétiques inversant le sexe entraînerait l'homosexualité chez les deux sexes », notant que la non-hétérosexualité est beaucoup plus courante chez les femmes. De plus, un rapport d’une étude portant sur 34 paires de jumeaux monozygotes mâles discordants en termes d’orientation sexuelle n’a révélé aucun élément corroborant l’hypothèse épigénétique.